# Lorenzo Sonego
Lorenzo Sonego [loˈrentso soˈneːɡo] (Turín, 11 de mayo de 1995) es un jugador de tenis italiano.
Sonego hizo su debut en el cuadro principal ATP en el Internazionali BNL d'Italia 2016, donde recibió un wildcard para el cuadro principal.
Su debut en Grand Slam fue en el Abierto de Australia de 2018 donde llegó a segunda ronda luego de derrotar a Robin Haase en 4 set y perder con Richard Gasquet en 3 set.

## Torneos individuales por año

#### 2025
| N.º | Fecha                 | Torneo               | Categoría  | Superficie | Ronda | Oponente           |
| --- | --------------------- | -------------------- | ---------- | ---------- | ----- | ------------------ |
| 1   | 1 de enero de 2025    | Hong Kong            | ATP 250    | Dura       | OF    | Cameron Norrie     |
| 2   | 8 de enero de 2025    | Auckland             | ATP 250    | Dura       | OF    | Alex Michelsen     |
| 3   | 22 de enero de 2025   | Abierto de Australia | Grand Slam | Dura       | CF    | Ben Shelton        |
| 4   | 4 de febrero de 2025  | Róterdam             | ATP 500    | Dura       | R32   | Holger Rune        |
| 5   | 14 de febrero de 2025 | Marsella             | ATP 250    | Dura       | CF    | Ugo Humbert        |
| 6   | 24 de febrero de 2025 | Dubái                | ATP 500    | Dura       | R32   | Stéfanos Tsitsipás |

#### 2024
| N.º | Fecha                    | Torneo                    | Categoría  | Superficie    | Ronda           | Oponente                   |
| --- | ------------------------ | ------------------------- | ---------- | ------------- | --------------- | -------------------------- |
| 1   | 10 de enero de 2024      | Adelaida                  | ATP 250    | Dura          | OF              | Sebastian Korda            |
| 2   | 18 de enero de 2024      | Abierto de Australia      | Grand Slam | Dura          | 2R              | Carlos Alcaraz             |
| 3   | 14 de febrero de 2024    | Róterdam                  | ATP 500    | Dura          | R32             | Grigor Dimitrov            |
| 4   | 19 de febrero de 2024    | Doha                      | ATP 500    | Dura          | R32             | Pável Kótov                |
| 5   | 28 de febrero de 2024    | Dubái                     | ATP 500    | Dura          | OF              | Daniil Medvédev            |
| 6   | 9 de marzo de 2024       | Indian Wells              | ATP 1000   | Dura          | R64             | Cameron Norrie             |
| 7   | 21 de marzo de 2024      | Miami                     | ATP 1000   | Dura          | R128            | Daniel Evans               |
| 8   | 5 de abril de 2024       | Marrakech                 | ATP 250    | Tierra batida | CF              | Matteo Berrettini          |
| 9   | 11 de abril de 2024      | Montecarlo                | ATP 1000   | Tierra batida | OF              | Ugo Humbert                |
| 10  | 27 de abril de 2024      | Madrid                    | ATP 1000   | Tierra batida | R64             | Jannik Sinner              |
| 11  | 2 de mayo de 2024        | Cagliari                  | Challenger | Tierra batida | OF              | Emilio Nava                |
| 12  | 9 de mayo de 2024        | Roma                      | ATP 1000   | Tierra batida | R128            | Dušan Lajović              |
| 13  | 18 de mayo de 2024       | Turín                     | Challenger | Tierra batida | SF              | Francesco Passaro          |
| 14  | 21 de mayo de 2024       | Lyon                      | ATP 250    | Tierra batida | R32             | Giovanni Mpetshi Perricard |
| 15  | 29 de mayo de 2024       | Roland Garros             | Grand Slam | Tierra batida | 2R              | Zhang Zhizhen              |
| 16  | 19 de junio de 2024      | Halle                     | ATP 500    | Hierba        | OF              | Alexander Zverev           |
| 17  | 26 de junio de 2024      | Eastbourne                | ATP 250    | Hierba        | OF              | Max Purcell                |
| 18  | 3 de julio de 2024       | Wimbledon                 | Grand Slam | Hierba        | 2R              | Roberto Bautista           |
| 19  | 25 de julio de 2024      | Umag                      | ATP 250    | Tierra batida | CF              | Francisco Cerúndolo        |
| 20  | 8 de agosto de 2024      | Canadá                    | ATP 1000   | Dura          | R32             | Alejandro Tabilo           |
| 21  | 12 de agosto de 2024     | Cincinnati                | ATP 1000   | Dura          | Clasificatorios | Jaume Munar                |
| 22  | 24 de agosto de 2024     | Winston-Salem             | ATP 250    | Dura          | G               | Alex Michelsen             |
| 23  | 28 de agosto de 2024     | Abierto de Estados Unidos | Grand Slam | Dura          | 1R              | Tommy Paul                 |
| 24  | 18 de septiembre de 2024 | Chegdú                    | ATP 250    | Dura          | R32             | Taro Daniel                |
| 25  | 26 de septiembre de 2024 | Pekín                     | ATP 500    | Dura          | R32             | Adrian Mannarino           |
| 26  | 2 de octubre de 2024     | Shaghai                   | ATP 1000   | Dura          | R128            | Denis Shapovalov           |
| 27  | 16 de octubre de 2024    | Estocolmo                 | ATP 250    | Dura          | OF              | Casper Ruud                |
| 28  | 22 de octubre de 2024    | Viena                     | ATP 500    | Dura          | R32             | Lorenzo Musetti            |
| 29  | 28 de octubre de 2024    | París                     | ATP 1000   | Dura          | R64             | Nicolás Jarry              |
| 30  | 5 de noviembre de 2024   | Metz                      | ATP 250    | Dura          | OF              | Andréi Rubliov             |

## Torneos de dobles por año

#### 2025
| N.º | Fecha                   | Compañero       | Torneo    | Categoría | Superficie | Ronda |
| --- | ----------------------- | --------------- | --------- | --------- | ---------- | ----- |
| 1   | 31 de diciembre de 2024 | Lorenzo Musetti | Hong Kong | ATP 250   | Dura       | OF    |

#### 2024
| N.º | Fecha                    | Compañero              | Torneo       | Categoría  | Superficie    | Ronda |
| --- | ------------------------ | ---------------------- | ------------ | ---------- | ------------- | ----- |
| 1   | 24 de febrero de 2024    | Lorenzo Musetti        | Doha         | ATP 500    | Dura          | F     |
| 2   | 11 de marzo de 2024      | Jannik Sinner          | Indian Wells | ATP 1000   | Dura          | OF    |
| 3   | 8 de abril de 2024       | Jannik Sinner          | Montecarlo   | ATP 1000   | Tierra batida | R32   |
| 4   | 6 de julio de 2024       | Flavio Cobolli         | Wimbledon    | Grand Slam | Hierba        | 1R    |
| 5   | 19 de septiembre de 2024 | Pedro Martínez Portero | Chegdú       | ATP 250    | Dura          | OF    |
| 6   | 15 de octubre de 2024    | Luciano Darderi        | Estocolmo    | ATP 250    | Dura          | OF    |

## Títulos ATP (6; 4+2)

### Individual (4)
| Leyenda                   |
| Grand Slam (0)            |
| ATP World Tour Finals (0) |
| ATP Masters 1000 (0)      |
| ATP World Tour 500 (0)    |
| ATP World Tour 250 (4)    |

| N.º | Fecha                    | Torneo        | Superficie    | Oponente en la final | Resultado           |
| --- | ------------------------ | ------------- | ------------- | -------------------- | ------------------- |
| 1.  | 29 de junio de 2019      | Antalya       | Hierba        | Miomir Kecmanović    | 6-7(5), 7-6(5), 6-1 |
| 2.  | 11 de abril de 2021      | Cagliari      | Tierra batida | Laslo Djere          | 2-6, 7-6(5), 6-4    |
| 3.  | 25 de septiembre de 2022 | Metz          | Dura (i)      | Aleksandr Búblik     | 7-6(3), 6-2         |
| 4.  | 24 de agosto de 2024     | Winston-Salem | Dura          | Alex Michelsen       | 6-0, 6-3            |

#### Finalista (2)
| N.º | Fecha                  | Torneo     | Superficie | Oponente en la final | Resultado        |
| --- | ---------------------- | ---------- | ---------- | -------------------- | ---------------- |
| 1.  | 1 de noviembre de 2020 | Viena      | Dura (i)   | Andrey Rublev        | 4-6, 4-6         |
| 2.  | 26 de junio de 2021    | Eastbourne | Hierba     | Álex de Miñaur       | 6-4, 4-6, 6-7(5) |

### Dobles (2)
| Leyenda                         |
| Grand Slam (0)                  |
| ATP World Tour Finals (0)       |
| ATP World Tour Masters 1000 (0) |
| ATP World Tour 500 (0)          |
| ATP World Tour 250 (2)          |

| N.º | Fecha               | Torneo    | Superficie    | Pareja           | Oponentes en la final         | Resultado        |
| --- | ------------------- | --------- | ------------- | ---------------- | ----------------------------- | ---------------- |
| 1.  | 10 de abril de 2021 | Cagliari  | Tierra batida | Andrea Vavassori | Simone Bolelli Andrés Molteni | 6-3, 6-4         |
| 2.  | 30 de julio de 2022 | Kitzbühel | Tierra batida | Pedro Martínez   | Tim Puetz Michael Venus       | 5-7, 6-4, [10-8] |

#### Finalista (2)
| N.º | Fecha                 | Torneo     | Superficie | Pareja          | Oponentes en la final      | Resultado           |
| --- | --------------------- | ---------- | ---------- | --------------- | -------------------------- | ------------------- |
| 1.  | 24 de febrero de 2024 | Doha       | Dura       | Lorenzo Musetti | Jamie Murray Michael Venus | 6-7(0), 6-2, [8-10] |
| 2.  | 17 de agosto de 2025  | Cincinnati | Dura       | Lorenzo Musetti | Nikola Mektić Rajeev Ram   | 6-4, 3-6, [5-10]    |

## Títulos ATP Challenger (3; 3+0)

### Individuales (3)
| N.° | Fecha                   | Torneo                | Superficie    | Oponente en la final        | Resultado      |
| --- | ----------------------- | --------------------- | ------------- | --------------------------- | -------------- |
| 1.  | 15 de octubre de 2017   | Challenger de Ortisei | Dura (i)      | Tim Puetz                   | 6-4, 6-4       |
| 2.  | 9 de septiembre de 2018 | Challenger de Génova  | Tierra batida | Dustin Brown                | 6-2, 6-1       |
| 3.  | 8 de septiembre de 2019 | Challenger de Génova  | Tierra batida | Alejandro Davidovich Fokina | 6-2, 4-6, 7-66 |

## Victorias sobre Top 10
| Año       | 2018 | 2019 | 2020 | 2021 | 2022 | 2023 | Total |
| --------- | ---- | ---- | ---- | ---- | ---- | ---- | ----- |
| Victorias | 0    | 0    | 1    | 2    | 1    | 2    | 6     |

| #    | Jugador               | Ranking | Torneo                        | Superficie     | Rd   | Resultado                    | Ranking |
| 2020 | 2020                  | 2020    | 2020                          | 2020           | 2020 | 2020                         | 2020    |
| ---- | --------------------- | ------- | ----------------------------- | -------------- | ---- | ---------------------------- | ------- |
| 1.   | Novak Djokovic        | 1       | Viena, Austria                | Pista dura (i) | CF   | 6–2, 6–1                     | 42      |
| 2021 |                       |         |                               |                |      |                              |         |
| 2.   | Dominic Thiem         | 4       | Roma, Italia                  | Tierra batida  | 3R   | 6–4, 6-7(5–7), 7-6(7–5)      | 33      |
| 3.   | Andrey Rublev         | 7       | Roma, Italia                  | Tierra batida  | CF   | 3-6, 6-4,6-3                 | 33      |
| 2022 |                       |         |                               |                |      |                              |         |
| 4.   | Hubert Hurkacz        | 10      | Metz, Francia                 | Pista dura     | SF   | 7-6(7-5), 6-4                | 65      |
| 2023 |                       |         |                               |                |      |                              |         |
| 5.   | Félix Auger-Aliassime | 9       | Dubái, Emiratos Árabes Unidos | Pista dura     | 2R   | 7-6(7-4), 6-4                | 67      |
| 6.   | Andrey Rublev         | 7       | Roland Garros, París, Francia | Tierra batida  | 3R   | 5-7, 0-6, 6-3, 7-6(7-5), 6-3 | 48      |